# Discoglypha sanguinata
Discoglypha sanguinata là một loài bướm đêm trong họ Geometridae.